# Christian Prommer

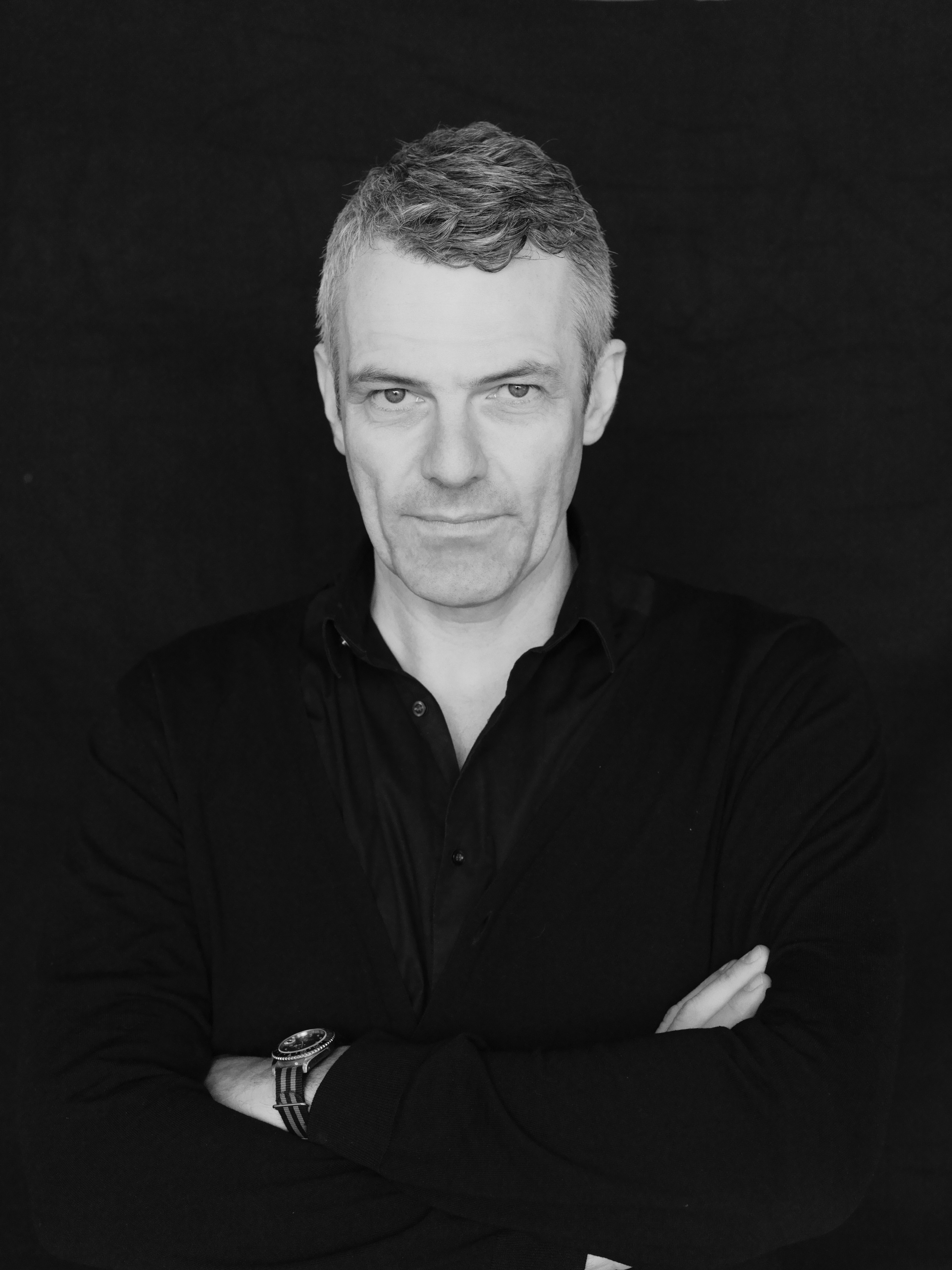
Christian Prommer (2013)

Christian Prommer (* 17. Februar 1969 in München) ist ein deutscher Musikproduzent, Komponist, DJ, Schlagzeuger, Remixer, und Percussionist.

## Projekte
- Christian Prommers Drumlesson, 2 Audio-CDs, Label !K7 Records
- Fauna Flash (mit Roland Appel)
- Trüby Trio (mit Roland Appel und Rainer Trüby)
- Voom:Voom (mit Roland Appel und Peter Kruder)

## Diskografie

### Alben (Auszug)
- Marsmobil – Minx – Compost Records / G-Stone Recordings
- The Crusaders – Interpretations – C.A.R.E. Music
- Christian Prommers Drumlesson – Drumlesson Vol. 1 Sonar Kollektiv
- Christian Prommers Drumlesson – Drumlesson Vol. 1 (Japan Edition + bonus tracks) Sony Music Japan
- DJ Hell – Teufelswerk – International Deejay Gigolos
- Wigald Boning – Jet Set Jazz – Compost Records
- Kim Sanders – Vanilla – C.A.R.E. Music
- The Dining Rooms – Christian Prommers Drumlesson Plays The Dining Rooms – Schema Records (Italy)
- Marsmobil  Liquid Angel – Compost Records / G-Stone Recordings
- Christian Prommers Drumlesson – Zwei - !K7 Records
- Prommer And Barck – Alex And The Grizzly – Derwin Recordings
- Christian Prommer – Übermood – Compost Records

### Singles (Auszug)
- Christian Prommer – Chocopop Jazz – International Deejay Gigolos
- Christian Prommer und  Roland Appel – Return Of The Aquarious – Life And Death Records
- Christian Prommer -You Belong To Me – Sonar Kollektiv
- Christian Prommer – Hot – International Deejay Gigolos
- Christian Prommer´s Drumlesson – Strings of Life / Space Jam 2000.17 – Sonar Kollektiv
- Christian Prommer – Houseworx Pt.1 "I Came To Play" – Compost Records
- Christian Prommer & DJ Hell – Freak It -Buzzin Fly
- Christian Prommer´s Drumlesson – Beau Mot Plage/Rex Drums – Sonar Kollektiv
- Christian Prommer´s Drumlesson –  Rej (Peter Kruder Remix) / Dirty Drums – Sonar Kollektiv
- Christian Prommer´s Drumlesson – Around The World/Matched Grip – Sonar Kollektiv
- Christian Prommer´s Drumlesson – Around The World (Solomun +Samon Kawamura Remix) – Sonar Kollektiv
- Christian Prommer´s Drumlesson – Around The World/Rudiments – Sonar Kollektiv
- Prommer & Barck – Pictures Of The Sea / Gladys Knight – Permanent Vacation
- Prommer & Barck – The Barking Grizzle (Detroit/Berlin) – International Deejay Gigolos
- Prommer & Barck – Zangalewa (Waka Waka) – Derwin Recordings
- Prommer & Barck – Journey/The Barking Grizzle (Detroit-Berlin) – Derwin Recordings
- Prommer & Barck – Dr. Jeckyll And Mr. Hyde/Everything – Derwin Recordings
- Prommer & Barck – Lovin' EP – Derwin Recordings

## Auszeichnungen
- Preis der deutschen Schallplattenkritik 2010
- Echo Nominierung 2010